# Sarcolaena isaloensis
Sarcolaena isaloensis är en tvåhjärtbladig växtart som beskrevs av A. Randrianasolo och J.S. Miller. Sarcolaena isaloensis ingår i släktet Sarcolaena och familjen Sarcolaenaceae. Inga underarter finns listade i Catalogue of Life.